# Jordan Henderson
Jordan Brian Henderson (* 17. června 1990, Sunderland) je anglický profesionální fotbalista, který hraje na pozici středního záložníka za nizozemský klub Ajax Amsterdam a za anglický národní tým.
V dresu Liverpoolu se stal vítězem anglické nejvyšší ligové soutěže Premier League (2019/20) a v ročníku předtím též vítězem Ligy mistrů UEFA (2018/19).
S anglickou reprezentací se účastnil Mistrovství Evropy v letech 2012 a 2016 a Mistrovství světa v letech 2014 a 2018.
Pomohl kvalifikovat se na Mistrovství Evropy 2020, které bylo kvůli pandemii covidu-19 přeloženo na rok 2021. Na Mistrovství světa 2018 se s Anglií umístil čtvrtý.

## Klubová kariéra

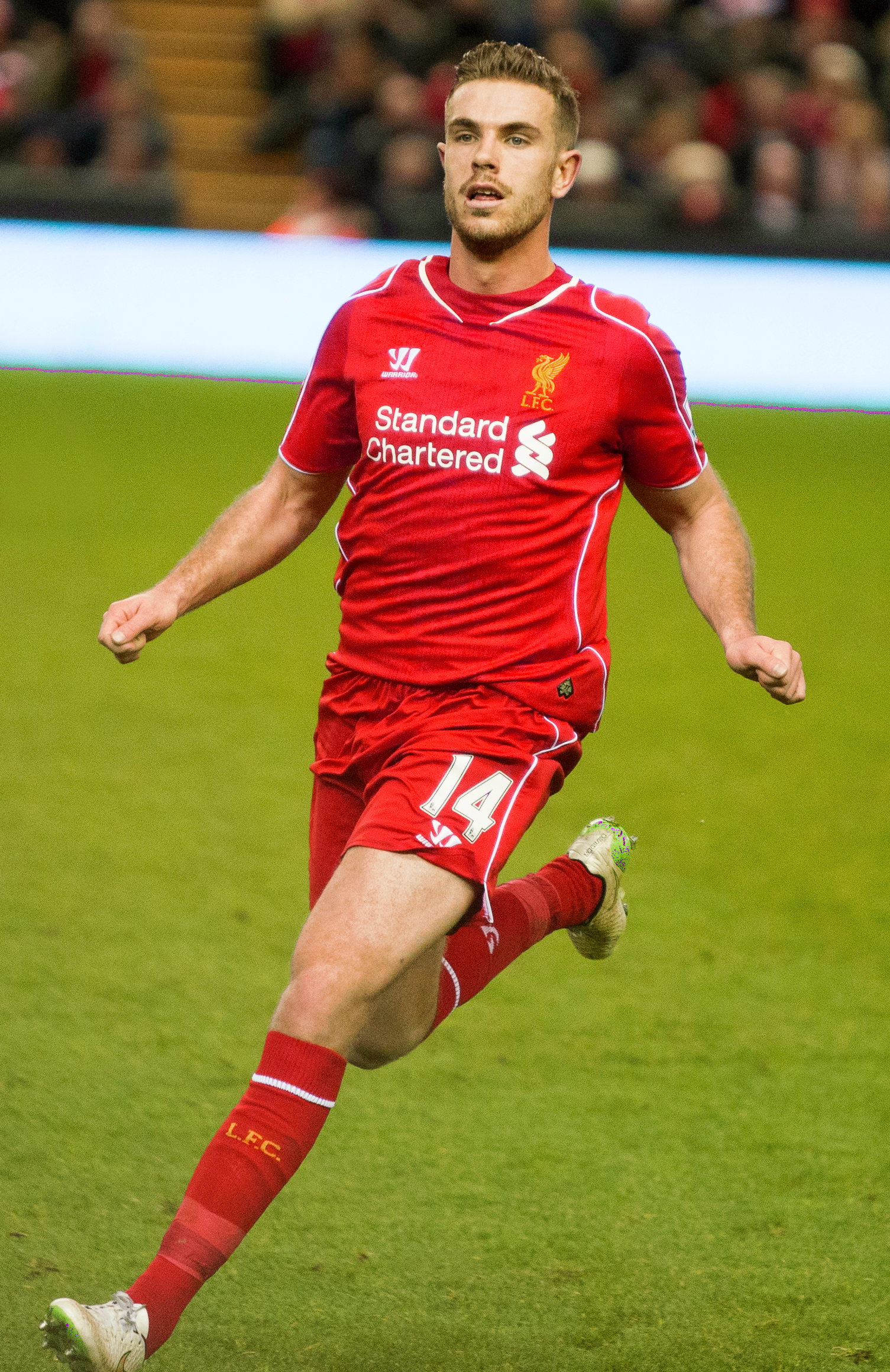
Jordan Henderson v roce 2014

Henderson hrál v mládežnických týmech klubu Sunderland AFC. V A-mužstvu debutoval v listopadu 2008. Na jaře 2009 hostoval v Coventry City. V červnu 2011 přestoupil za cca 16 milionů britských liber do Liverpool FC.
Od sezony 2015/16 převzal roli kapitána klubu po Stevenovi Gerrardovi.

### Sezóna 2018/19
Na začátku září v roce 2018 podepsal s Liverpoolem smlouvu.
V listopadu si zahrál utkání proti Watfordu, ve kterém Liverpool zvítězil 3:0. Sám Henderson byl v 82. minutě po druhé žluté kartě vyloučen, poté co fauloval Étienna Capoueho. Kvůli distancu tak přišel o následující Merseyside derby proti Evertonu.
Proti Southamptonu 4. dubna 2019 se jedním gólem podílel na zvratu utkání a společně s Mohamedem Salahem otočili výsledek z 0:1 na vítězných 3:1. Hendersonovi se podařilo ovlivnit utkání navzdory tomu, že jej trenér Klopp nenominoval do základní sestavy a nasadil jej až v průběhu.
Proti Barceloně 1. května v úvodním utkání semifinále Ligy mistrů byl Henderson mezi náhradníky.
Po 25 minutách byl ovšem poslán na hřiště poté, co se zranil středopolař Naby Keïta. Nedokázal však zabránit porážce 0:3.
Následující týden se domácí Liverpool postavil Barceloně s Hendersonem v základní sestavě. Přestože v první půli potřeboval ošetření kolene, utkání dohrál a pomohl dohnat manko z prvního střetu. Střelou na soupeřovu branku donutil brankáře ter Stegena zakročit, ten však balón pouze odrazil před Divocka Origiho, který otevřel skóre.
Liverpool dopravil do sítě Barcelony další tři góly a po výhře 4:0 postoupil do celoanglického finále proti Tottenhamu.
Do finále odehraném 1. června 2019 v Madridu vedl tým jako kapitán. Liverpool porazil Tottenham 2:0 zásluhou Mohameda Salaha a Divocka Origiho a vybojoval šestou trofej v této soutěži v klubové historii.

### Sezóna 2019/20
Během srpna 2019 začala Liverpoolu nová sezóna, jež tým odstartoval prohrou v anglickém superpoháru Community Shield s konkurenčním Manchesterem City v penaltovém rozstřelu 5:6 po remíze 1:1 v základní hrací době. Henderson odehrál asi 80 minut, poté jej nahradil Adam Lallana.
Dále v srpnu odehrál plných 120 minut superpoháru UEFA proti Chelsea, tento zápas se také prodlužoval a opět došlo na penalty.
Liverpool tentokráte na penalty uspěl v poměru 5:4 i díky svému brankáři Adriánovi.
Liverpool odstartoval hon za titulem řadou výher, ne vždy u toho byl Henderson jako hráč základní sestavy. Trenér Jürgen Klopp měl do středu pole řadu možností čítající mimo jiné jména jako Naby Keïta, Alex Oxlade-Chamberlain, James Milner, Fabinho nebo Georginio Wijnaldum.
V říjnu nastoupil Henderson v základní sestavě do utkání 10. ligového kola proti Spurs a jedním gólem pomohl k domácí výhře 2:1 nad londýnským týmem. Na Anfieldu, domácím stadionu, se trefil poprvé od prosince 2015.
V průběhu prosince Henderson se spoluhráči odcestoval do Kataru, kde tým jakožto kapitán dovedl k trimfu na Mistrovství světa klubů. Po finálové výhře 1:0 nad brazilským Flamengem pozvedl nad hlavu další trofej a přispěl k dalšímu historickému úspěchu – Liverpool se stal prvním anglickým klubem, který v jednom roce triumfoval v Lize mistrů, Superpoháru UEFA a na MS klubů.
V lednu 2020 byl fotbalovými příznivci vůbec prvně zvolen anglickým hráčem roku. Předběhl tak své reprezentační spoluhráče Harryho Kanea a Raheema Sterlinga.
Rostoucí forma se ukázala v lednovém utkání proti rivalovi Manchesteru United, který na Anfieldu padl po porážce 0:2.
Patřil mezi nejlepší hráče Liverpoolu spolu s Georginiem Wijnaldumem.
O čtyři dny později přišel tým o sérii sedmi výher bez obdrženého gólu, o sérii 14 vyhraných utkání však nepřišel a porazil Wolverhampton Wanderers 2:1. Byl to Jordan Henderson, kdo otevřel skóre přesnou hlavičkou a později přidal asistenci na vítězný gól Roberta Firmina.
Southampton si 1. února odvezl z Liverpoolu porážku 0:4. Druhý gól zaznamenal Henderson a ten třetí připravil pro Mohameda Salaha, stal se tak mužem utkání podle BBC.
Po přestávce způsobené pandemií covidu-19 se Premier League opět rozjela. Po 31. kole si tým připsal další tři body proti Crystal Palace a protože konkurenční Manchester City zaváhal, mohl Liverpool oslavit první mistrovský titul od roku 1990. Další kolo právě na půdě City oslavy „zhořkly“ po porážce 0:4.
Liverpool si 8. července připsal vítězství 3:1 proti Brightonu, druhý gól po přesně umístěné střele zaznamenal právě Henderson. V závěru utkání ale musel střídat kvůli zranění.
V průběhu července byl v novinářské anketě zvolen nejlepším fotbalistou podle FWA (Football Writers’ Association).

## Reprezentační kariéra

### Mládežnické reprezentace
Henderson reprezentoval Anglii v mládežnických výběrech od kategorie U19.
Zúčastnil se Mistrovství Evropy hráčů do 21 let 2011 v Dánsku, kde Anglie obsadila se dvěma body nepostupovou třetí příčku základní skupiny B za Španělskem a Českou republikou.

Hrál i na Mistrovství Evropy U21 2013 v Izraeli
, kde mladí Angličané skončili bez bodu na posledním čtvrtém místě základní skupiny A.

### A-mužstvo
V A-mužstvu Anglie debutoval 17. 11. 2010 v přátelském zápase v Londýně proti týmu Francie (porážka 1:2).
Zúčastnil se EURA 2012 v Polsku a na Ukrajině, kde byla Anglie vyřazena ve čtvrtfinále pozdějším vicemistrem Itálií.

Byl členem anglického kádru na Mistrovství světa 2014 v Brazílii, kde Angličané vypadli již v základní skupině D, obsadili s jedním bodem poslední čtvrtou příčku.

Pod vedením trenéra Roye Hodgsona se zúčastnil i EURA 2016 ve Francii, kam se Anglie suverénně probojovala bez ztráty bodu z kvalifikační skupiny E.

## Úspěchy a ocenění
Individuální
- Anglický fotbalista roku – 2019[16]
- Nejlepší fotbalista podle FWA – 2019/20[23]
- Tým roku Premier League podle PFA – 2019/20[29]
- Nejlepší jedenáctka podle ESM – 2019/20[30]